# Connexió de Levi-Civita
En geometria de Riemann, la  connexió de Levi-Civita  (anomenada així per Tullio Levi-Civita) és la connexió lliure de torsió del fibrat tangent, preservant una mètrica de Riemann (o mètrica pseudoriemanniana) donada. El teorema fonamental de la geometria de Riemann estableix que hi ha una connexió única que satisfà aquestes propietats. En la teoria d'una varietat de Riemann o d'una varietat pseudoriemanniana el terme derivada covariant s'utilitza sovint per a la connexió de Levi-Civita. L'expressió en coordenades espacials de la connexió són els anomenats símbols de Christoffel.

## Definició formal
Sigui ( M, g ) una varietat de Riemann (o una varietat pseudoriemanniana) llavors una connexió afí {\displaystyle \nabla } és una connexió de Levi-Civita si satisfà les condicions següents
- Preserva la mètrica, és a dir, per a qualssevol camps vectorials X, Y, Z tenim {\displaystyle Xg(Y,Z)=g(\nabla _{X}Y,Z)+g(Y,\nabla _{X}Z)}, on X g ( Y, Z ) denota la derivada de la funció g ( Y, Z ) al llarg del camp vectorial X.

- És lliure de torsió, és a dir, per a qualssevol camps vectorials X i Y tenim {\displaystyle \nabla _{X}Y-\nabla _{Y}X=[X,Y]}, on {\displaystyle [X,Y]} és el claudàtor de Lie dels camps vectorials X i Y.

## Derivada al llarg d'una corba
La connexió de Levi-Civita defineix també una derivada al llarg d'una corba, denotada generalment per D. Sigui {\displaystyle \gamma } una corba diferenciable en varietat riemanniana {\displaystyle (M,g)} i {\displaystyle V} un camp vectorial definit en {\displaystyle \gamma }, la seva derivada es defineix com
{\displaystyle {\frac {D}{dt}}V=\nabla _{{\dot {\gamma }}(t)}V}.

## Connexió estàndard deRn{\displaystyle \mathbb {R} ^{n}}
Per dos camps vectorials {\displaystyle X,Y} en l'espai euclidià n-dimensional, aquesta està donada per la regla
{\displaystyle D_{X}Y=(JY)X\,}
on {\displaystyle JY} és el jacobià de Y.

## Connexió induïda en superfícies deR3{\displaystyle \mathbb {R} ^{3}}
Per a un parell de camps vectorials tangents a una superfície (varietat de codimensió 1 a {\displaystyle \mathbb {R} ^{3}}) es pot induir una derivada covariant mitjançant el càlcul
{\displaystyle \nabla _{X}Y=D_{X}Y-\langle n,D_{X}Y\rangle n}
relació coneguda com a equació de Gauss. És fàcil demostrar que {\displaystyle \nabla _{X}Y} satisfà les mateixes propietats que D .